# Loxosomella fagei
Loxosomella fagei är en bägardjursart som beskrevs av Bobin och Prenant 1953. Loxosomella fagei ingår i släktet Loxosomella och familjen Loxosomatidae. Inga underarter finns listade i Catalogue of Life.